# Giovanni Angelo Fontana
Giovanni Angelo (Gianni) Fontana (ur. 1 kwietnia 1944 w Weronie) – włoski polityk i prawnik, deputowany i senator, w latach 1992–1993 minister.

## Życiorys
Ukończył studia prawnicze na Università degli Studi di Modena e Reggio Emilia. Podjął praktykę w zawodzie adwokata.
Zaangażował się w działalność polityczną w ramach Chrześcijańskiej Demokracji. W latach 1972–1987 sprawował mandat posła do Izby Deputowanych VI, VII, VIII i IX kadencji. Następnie do 1992 wchodził w skład Senatu X i XI kadencji. Między 1976 a 1982 pełnił funkcję podsekretarza stanu w różnych resortach. Od czerwca 1992 do marca 1993 zajmował stanowisko ministra rolnictwa i leśnictwa w rządzie Giuliana Amato. W 2012 został sekretarzem partii Democrazia Cristiana, jednego z licznych ugrupowań odwołujących się do rozwiązanej w pierwszej połowie lat 90. Chrześcijańskiej Demokracji.